# Іст-Рочестер (Нью-Йорк)
Іст-Рочестер (англ. East Rochester) — місто (англ. town) в США, в окрузі Монро штату Нью-Йорк. Населення — 6334 особи (2020).

## Демографія
Згідно з переписом 2010 року, у місті мешкало 6587 осіб у 2834 домогосподарствах у складі 1621 родини. Було 2992 помешкання
Расовий склад населення:
| - 91,8 % — білих - 3,2 % — чорних або афроамериканців - 0,9 % — азіатів - 0,2 % — корінних американців - 1,2 % — осіб інших рас |

До двох чи більше рас належало 2,7 %. Частка іспаномовних становила 5,1 % від усіх жителів.
За віковим діапазоном населення розподілялося таким чином: 22,3 % — особи молодші 18 років, 65,6 % — особи у віці 18—64 років, 12,1 % — особи у віці 65 років та старші. Медіана віку мешканця становила 36,8 року. На 100 осіб жіночої статі у місті припадало 96,6 чоловіків;  на 100 жінок у віці від 18 років та старших — 93,6 чоловіків також старших 18 років.
Середній дохід на одне домашнє господарство  становив 59 313 долари США (медіана — 49 275), а середній дохід на одну сім'ю — 70 271 долар (медіана — 59 824). Медіана доходів становила 41 518 доларів для чоловіків та 39 969 доларів для жінок. За межею бідності перебувало 15,0 % осіб, у тому числі 24,0 % дітей у віці до 18 років та 8,7 % осіб у віці 65 років та старших.
Цивільне працевлаштоване населення становило 3607 осіб. Основні галузі зайнятості: освіта, охорона здоров'я та соціальна допомога — 32,5 %, роздрібна торгівля — 13,8 %, науковці, спеціалісти, менеджери — 11,4 %.